# 15:17 Tren a París
15:17 Tren a París (en inglés: The 15:17 to Paris) es una película dramática biográfica estadounidense, de 2018, producida y dirigida por Clint Eastwood y escrita por Dorothy Blyskal, basada en los hechos acontecidos en el atentado del tren Thalys de 2015, según la autobiografía The 15:17 to Paris: The True Story of a Terrorist, a Train, and Three American Soldiers, de Jeffrey E. Stern, Spencer Stone, Anthony Sadler y Alek Skarlatos. La película está protagonizada por los autores reales de la acción (Stone, Sadler y Skarlatos), y narra la vida de éstos desde su infancia hasta llegar al ataque al tren Thalys en 2015. También protagonizan la película Judy Greer y Jenna Fischer. La cinta se estrenó el 9 de febrero de 2018 en Estados Unidos, por Warner Bros. Pictures.

## Sinopsis
Spencer Stone y Alek Skarlatos asisten a una escuela secundaria cristiana suburbana.  Se unen por su interés en las armas y, a menudo, son enviados a la oficina del director para una acción disciplinaria.  Una vez, mientras son enviados a la oficina del director, conocen a otro estudiante, que a menudo se porta mal en la escuela, Anthony Sadler, y los tres se hacen amigos.  Spencer y Alek provienen de hogares de madres solteras, y sus madres a menudo los defienden cuando se les llama a la oficina del director por su mala conducta.
Mientras trabaja a tiempo parcial en una tienda de batidos, Spencer espera a un reclutador de la Infantería de Marina de los Estados Unidos.  Le pregunta al reclutador qué rama militar seleccionaría si pudiera regresar.  El reclutador responde que el Pararescate de la Fuerza Aérea de los Estados Unidos, salva vidas y "parece estar haciendo un buen trabajo en el campo".  Spencer está intrigado y decide que quiere unirse.  Entonces comienza a hacer ejercicio para perder algo de peso extra.  Después de varios meses de riguroso entrenamiento y ejercicio, se pone en mejor forma y se alista en la Fuerza Aérea con la esperanza de convertirse en un Pararescuemen.
Al completar el entrenamiento básico, Spencer toma sus exámenes para calificar para la escuela de rescate.  Pero al tener poca percepción de la profundidad, lo rechazan.  Molesto, elige entre las otras opciones de la Fuerza Aérea que le quedan, y pronto se ubica en el extranjero.  Su amigo, Alek, se alistó en el ejército y ha sido enviado a Afganistán.  En Skype, Alek le dice que está planeando visitar a su novia en Alemania, y los dos deciden reunirse allí para su próxima partida.  Spencer habla por Skype con Anthony, ahora un estudiante universitario, y lo convence de que venga a Europa de vacaciones, a visitar Italia.  Posteriormente, los tres se encuentran en Alemania y deciden ir a Ámsterdam.  Después de unos días allí, finalmente deciden visitar Francia después de deliberar.  Parten de la estación central de Ámsterdam en el tren de las 15:17 a París.
En el tren, todo parece estar bien, hasta que el francés nacido en Estados Unidos Mark Moogalian se da cuenta de que uno de los baños ha estado ocupado durante un tiempo inusualmente largo.  Cuando va a investigar, un terrorista estalla con un rifle de asalto.  Otro pasajero, Damien A., agarra al terrorista por el cuello y Moogalian logra arrebatarle el rifle al terrorista, pero luego recibe un disparo en la espalda con una pistola de 9 mm.  Los pasajeros comienzan a huir de sus asientos y se apresuran hacia las cabinas delanteras del tren, tratando de escapar.  Finalmente, el terrorista se acerca al siguiente auto, donde están sentados Spencer y sus amigos.  En el momento en que Spencer lo ve, entra en acción.  Decide que su única esperanza, y la única esperanza de los pasajeros restantes, es tratar de derrotar al terrorista.  Spencer hace una carrera desesperada hacia el terrorista con la esperanza de dominarlo antes de que le disparen.  Con una suerte notable, el arma del terrorista se atasca justo cuando está a punto de disparar, y Spencer lo ataca y desarma con éxito al terrorista.  Al ver el progreso de Spencer en someter al terrorista, Alek, Anthony y otros pasajeros se unen al esfuerzo para tratar de abrumar aún más al terrorista, finalmente dejándolo inconsciente.  Spencer luego detiene la hemorragia tapando la herida de salida en el cuello de Moogalian con sus dedos.  La policía de la siguiente estación ingresa al tren completamente armada, descubriendo que Spencer ha sometido al terrorista, y los paramédicos comienzan a tratar sus heridas y las más graves del pasajero baleado. Los paramédicos llevan a Moogalian a la sala de emergencias de un hospital local y él sobrevive.

## Reparto
| Actor          | Personaje                   | Descripción             |
| -------------- | --------------------------- | ----------------------- |
| Spencer Stone  | Él mismo                    |                         |
| Anthony Sadler | Él mismo                    |                         |
| Alek Skarlatos | Él mismo                    |                         |
| Mark Moogalian | Él mismo                    |                         |
| Judy Greer     | Joyce Eskel                 |                         |
| Jenna Fischer  | Heidi Skarlatos             | Madre de Alek.          |
| Ray Corasani   | Ayoub El-Khazzani           |                         |
| Tony Hale      | Entrenador Murray           | Entrenador de gimnasio. |
| Thomas Lennon  | Director Michael Akers      |                         |
| Sinqua Walls   | Marine                      |                         |
| Victoria Cyr   | Invitado especial           |                         |
| P. J. Byrne    | Sr. Henry – Hallway Monitor |                         |
| Jaleel White   | Garrett Walden              |                         |
| Robert Pralgo  | Sr. Skarlatos               | Padre de Alek           |

Además, Paul-Mikel Williams, Max Ivutin, Bryce Gheisar, Cole Eichenberger y William Jennings interpretan de niños a Stone, Sadler y Skarlatos.

## Producción
El 20 de abril de 2017, se anunció que Clint Eastwood dirigiría "The 15:17 to Paris" a partir de un guion de Dorothy Blyskal, basado en el libro The 15:17 to Paris: The True Story of a Terrorist, a Train, and Three American Heroes. Eastwood comenzó a trabajar inmediatamente en el casting para iniciar la producción ese mismo año. Eastwood eligió a Kyle Gallner, Jeremie Harris y Alexander Ludwig para interpretar a Alek Skarlatos, Anthony Sadler y Spencer Stone, aunque todavía no se habían hecho ofertas.
La película "comenzará durante su infancia y mostrará su amistad hasta el momento en que cambió sus vidas". También se anunció que la película había comenzado su producción principal. El 13 de julio de 2017, Tony Hale y Thomas Lennon se unieron al reparto como miembros del personal de una escuela a la que asistieron tres hombres cuando eran niños. El 1 de agosto de 2017, Sinqua Walls fue elegida en la película para un papel no especificado.

## Recepción
15:17 Tren a Paris ha recibido reseñas mixtas a negativas de parte de la crítica y de la audiencia. En el portal de internet Rotten Tomatoes, la película posee una aprobación de 25 %, basada en 134 reseñas, con una calificación de 4.3/10, mientras que de parte de la audiencia ha recibido una aprobación de 45 %, basada en 2010 votos, con una calificación de 2.8/5
La página Metacritic le ha dado a la película una puntuación de 45 de 100, basada en 36 reseñas, indicando "reseñas mixtas". Las audiencias de CinemaScore le han dado una "B-" en una escala de A+ a F, mientras que en el sitio IMDb los usuarios le han dado una puntuación de 5.0/10, sobre la base de 4971 votos.